# Mikko Oivanen
Mikko Tapio Oivanen (Huittinen, 26 maggio 1986) è un pallavolista finlandese.
Gioca nel ruolo di opposto nel Police.

## Carriera
La carriera di Mikko Oivanen, fratello gemello del pallavolista Matti Oivanen, inizia nel 2001, giocando nella terza divisione del campionato finlandese col Kiikoisten Kirma. Un anno dopo sale di una categoria, giocando in serie cadetta col Kuortaneen: nella stagione 2003-04 ottiene una doppia licenza che gli permette di giocare in serie cadetta col Kuortaneen e in Lentopallon SM-liiga col Vammalan.
Nel campionato 2004-05 firma per un biennio col Raision Loimu, vincendo la Coppa di Finlandia 2004; nel 2005 fa il suo esordio nella nazionale finlandese, vincendo la medaglia d'argento alla European League, dove viene premiato come miglior realizzatore e miglior attaccante.
Nella stagione 2006-07 viene ingaggiato dal Santasport, giocando per la prima volta in un club diverso dal fratello gemello e vincendo lo scudetto. Nella stagione seguente gioca per la prima volta all'estero, firmando nella Voleybol 1.Ligi turca col Bozkurt. Prosegue la sua esperienza all'estero anche nel campionato 2008-09, firmando per un biennio con l'Asseco Resovia, nella Polska Liga Siatkówki polacca, che lascia nel campionato 2010-11 per giocare nuovamente in Turchia con l'İstanbul BB.
In seguito partecipa alla Polska Liga Siatkówki 2011-12 col Trefl Gdańsk. Nell'ottobre 2012 firma per l'Al-Rayyan per il solo campionato mondiale per club, tornando in seguito in Finlandia per circa un mese, iniziando il campionato 2012-13 con l'Hurrikaani-Loimaa, prima di trasferirsi per concludere l'annata in Francia, dove difende i colori del Paris, in Ligue A. Nel campionato seguente gioca nella Chinese Volleyball League col Fujian; dopo il termine degli impegni in Cina, torna al Vammalan per il finale di stagione.
Fa quindi ritorno in Polonia nella stagione 2014-15, difendendo i colori dello Czarni Radom, che lascia nella stagione seguente per giocare nella Super League iraniana col Samen Al-Hojaj e, conclusi gli impegni col club, disputa la parte finale della Polska Liga Siatkówki 2015-16 con l'AZS Olsztyn; nel dicembre 2015 annuncio il suo ritiro dalla nazionale.
Rientra in patria con l'Hurrikaani-Loimaa nel campionato 2016-17, trasferendosi poi nella Volley League greca per giocare con l'Olympiakos nel campionato seguente, vincendo la Coppa di Lega e lo scudetto. Nella stagione 2018-19 approda nella Qatar Volleyball League col Police.

## Palmarès

### Club
- Campionato greco: 1

2017-18
- Coppa di Finlandia: 1

2004
- Coppa di Lega: 1

2017-18

### Nazionale (competizioni minori)
- European League 2005

### Premi individuali
- 2005 - European League: Miglior realizzatore
- 2005 - European League: Miglior attaccante